# 山田肖子
山田 肖子（やまだしょうこ）は、日本の研究者。専攻は比較教育学、アフリカ研究。名古屋大学教授。

## 経歴
1991年早稲田大学法学部卒業。その後、コーネル大学修士課程、インディアナ大学博士課程修了。笹川平和財団の研究員やグローバル・リンク・マネージメント株式会社・プログラムマネージャー、広島大学教育開発国際協力研究センター、政策研究大学院大学助教授を経て、2007年12月に 名古屋大学国際開発研究科の准教授、2015年3月まで 名古屋大学大学院国際開発研究科国際開発専攻准教授、2015年4月 から2017年3月まで 名古屋大学大学院国際開発研究科国際開発専攻の教授、 名古屋大学国際開発研究科の教授、2017年4月から 名古屋大学アジア共創教育研究機構教授。

## 主な著書
- The local meanings of educating all and the process of adopting EFA development goals in Kenya, Tanzania, and Ethiopia.National Graduate Institute for Policy Studies (GRIPS)(2007)(山田肖子編著)
- 『アフリカのいまを知ろう』岩波ジュニア新書(2008)(山田肖子編著)
- 『産業スキルディベロプメント：グローバル化と途上国の人材育成』日本評論社(2008)(岡田亜弥、山田肖子、吉田和浩編著)
- 『国際協力と学校－アフリカにおけるまなびの現場』 創成社新書(2009)(山田肖子単著)
- Multiple Conceptions of Education for All and EFA Development Goals: The processes of adopting a global agenda in the policies of Kenya, Tanzania, and Ethiopia.VDM Publisher(2010)(山田肖子編著)
- 『ガーナを知るための47章』明石書店(2011)(高根務、山田肖子編著)
- 『比較教育学の地平を拓く： 多様な学問観と知の共働』東信堂(2013)(山田肖子、森下稔編著）
- Post-Education-For-All and Sustainable Development Paradigm: Structural change and diversifying actors and norms. London: Emerald Publishing(2016))(山田肖子編著)

## 翻訳
- 『教育省のガバナンス』リチャード・サック・マヒエディン・サイディ著、東信堂(2015)